# Philipp Stölzl

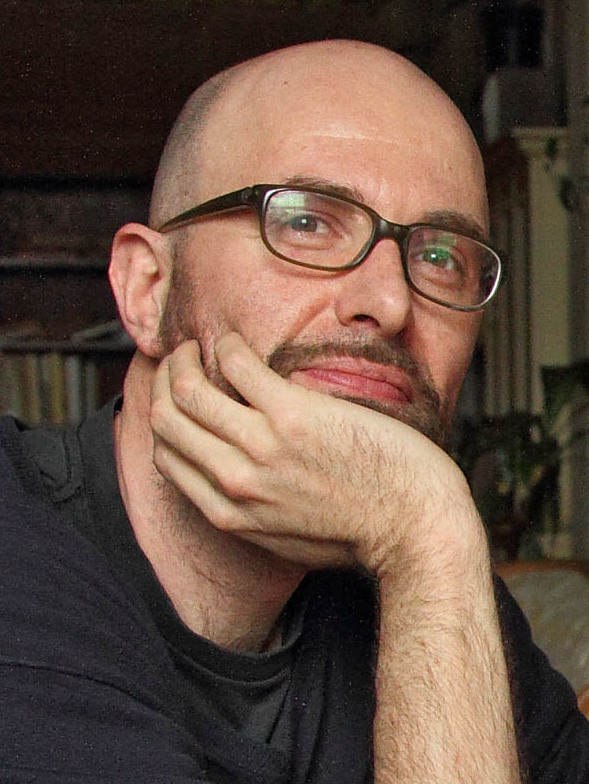
Philipp Stölzl

Philipp Stölzl, född 1967 i München, är en tysk filmskapare och operaregissör. Han har regisserat musikvideor sedan mitten av 1990-talet och långfilmsdebuterade 2002.

## Liv och gärning
Philipp Stölzl utbildade sig till scenograf och kostymör vid Münchner Kammerspiele där han utexaminerades 1988. Han arbetade med detta vid tyska teatrar och började att arbeta med film 1996. Hans regidebut var musikvideon till Rammsteins "Du riechst so gut", inspelad 1998. Han har fortsatt att göra musikvideor åt bland andra Mick Jagger, Marius Müller-Westernhagen och Madonna. Han har även gjort reklamfilm.
Hans första långfilm som regissör var Baby från 2002. Den har följts av Nordwand (2008), Goethe! (2010), The expatriate (2012) och Der Medicus (2013). Som operaregissör har Stölzl bland annat satt upp Charles Gounods Faust 2008 och Giuseppe Verdis Trubaduren 2013.

## Regi i urval

### Film
- 1999: Morituri Te Salutant (kortfilm)
- 2002: Baby
- 2008: Nordwand
- 2010: Goethe!
- 2012: The expatriate
- 2013: Der Medicus
- 2016: Winnetou

### Opera
- 2005 Der Freischütz: Südthüringisches Staatstheater
- 2006 Rubens und das Nicht-Euklidische Weib: Ruhrtriennale
- 2007 Benvenuto Cellini: Salzburger Festspiele
- 2008 Faust: Theater Basel
- 2009 Der fliegende Holländer: Theater Basel
- 2010 Rienzi: Deutsche Oper Berlin
- 2010 Die Fledermaus: Staatsoper Stuttgart
- 2011 Orpheus in der Unterwelt: Staatsoper Berlin
- 2012 Parsifal: Deutsche Oper Berlin
- 2013 Il Trovatore: Theater an der Wien
- 2013 Il Trovatore: Staatsoper Berlin
- 2015 Cavalleria rusticana och Pagliacci: Osterfestspiele Salzburg

### Teater
- 2014 Frankenstein: Theater Basel